# Tungabhadra
Die Tungabhadra (Kannada: ತುಂಗಭದ್ರ ನದಿ Tuṅgabhadra nadi; Telugu: తుంగభద్ర Tuṅgabhadra) ist der größte Nebenfluss des Krishna in Südindien.

## Verlauf
Die Tungabhadra entsteht aus der Vereinigung der in den Westghats im Bundesstaat Karnataka entspringenden Flüsse Tunga und Bhadra, die vorwiegend nach Norden fließen und sich beim Ort Kudli vereinigen; von dort fließt der nunmehr den gemeinsamen Namen tragende Fluss in nordöstlicher Richtung. Die Mündung der Tungabhadra in den Krishna liegt nahe der Stadt Kurnool an der Grenze der beiden Bundesstaaten Andhra Pradesh und Telangana.

## Nebenflüsse
- Varada
- Vedavathi
- Handri

## Geschichte
Die Tungabhadra wird möglicherweise schon im Ramayana-Epos unter dem Namen Pampa erwähnt. Im 14. Jahrhundert n. Chr. entstand an ihren Ufern die Hauptstadt des Vijayanagar-Reiches, das heutige Hampi.

## Verschmutzung
Ungeklärte Abwässer aus Minen- und Industriebetrieben am Oberlauf von Tunga und Bhadra sowie aus Landwirtschaft und Privathaushalten haben zu einer erheblichen Belastung der Tungabhadra geführt; sie gilt als einer der am stärksten verschmutzten Ströme Indiens.

## Sonstiges
Dennoch gilt der Fluss vielen Indern als heilig; an seinen Ufern finden sich zahlreiche Tempel und Schreine. Alle 12 Jahre findet in den größeren Orten und Städten entlang des Flusses das Tungabhadra-Fest (Tungabhadra Pushkaralu) statt.